# Ngủ khi làm việc

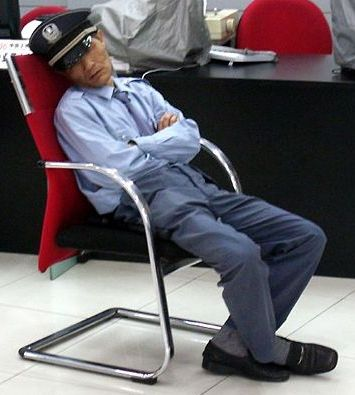
Một nhân viên an ninh đang ngủ trong khi làm nhiệm vụ

Ngủ khi làm nhiệm vụ hay ngủ khi làm việc đề cập đến việc ngủ thiếp đi trong thời gian đang chịu trách nhiệm thực hiện một số nhiệm vụ hoạt động hoặc thụ động. Trong một số công việc, đây là một sự vi phạm nhỏ hoặc thậm chí không đáng bị xử phạt, nhưng ở những nơi làm việc khác, điều này được coi là hành vi sai trái và có thể là cơ sở để xử lý kỷ luật, bao gồm cả việc chấm dứt việc làm. Tuy nhiên gần đây, đã có một phong trào hỗ trợ ngủ, hoặc ngủ trưa tại nơi làm việc, với các nghiên cứu khoa học nêu bật các lợi ích về sức khỏe và năng suất, và hơn 6% người sử dụng lao động ở một số nước được cung cấp cơ sở vật chất để làm điều đó. Trong một số loại hình công việc như chữa cháy hay công việc chăm sóc tại nhà, việc ngủ ít nhất một phần trong ca làm việc có thể là một phần dự kiến của thời gian làm việc được trả tiền. Trong khi một số nhân viên cố tình ngủ trong khi làm nhiệm vụ và hy vọng không bị bắt vì vi phạm đó, thì những người khác có ý định tốt để trở lại tỉnh táo sau một giấc ngủ ngắn, hay họ có thể vô tình ngủ gật.
Ngủ trong khi làm nhiệm vụ là một vấn đề quan trọng mà nó được quy định trong sổ tay nhân viên ở một số nơi làm việc. Mối quan tâm mà người sử dụng lao động có thể bao gồm việc thiếu năng suất, phong cách làm việc không chuyên nghiệp, và nguy hiểm đối với nhiệm vụ có liên quan đến việc theo dõi để ngăn chặn tình huống nguy hiểm. Trong một số ngành nghề, chẳng hạn như phi công, tài xế xe tải và xe buýt, hoặc những người vận hành máy móc hạng nặng, ngủ thiếp đi trong khi làm nhiệm vụ là đặt mạng sống trong tình thế nguy hiểm. Tuy nhiên, ở nhiều nước, những người này sẽ phải nghỉ ngơi và nghỉ ngơi vài giờ một lần.